# Kim Keon-hee
Kim Keon-hee (김건희?, 金建希?, Gim GeonhuiLR, Kim KŏnhŭiMR; 2 settembre 1972) è un'imprenditrice e first lady sudcoreana, moglie di Yoon Suk-yeol, 13º Presidente della Corea del Sud dal 2022 al 2025. Dal 2009 è amministratrice delegata e presidente di Covana Contents, una società che organizza mostre d'arte. Durante il suo mandato, Kim è stata oggetto di diverse accuse di cattiva condotta, per cui è stata indagata.

## Biografia

### Infanzia e studi
Kim è nata il 2 settembre 1972 nella contea di Yangpyeong (Gyeonggi); il suo nome alla nascita era Myeong-sin (명신?, MyeongsinLR, MyŏngsinMR), ma l'ha cambiato legalmente in Keon-hee nel 2008. È la terza di quattro figli, avendo una sorella e un fratello maggiori, e un fratello minore; sono stati cresciuti soltanto dalla madre, Choi Eun-soon, dopo la morte del padre, il dipendente pubblico Kim Gwang-seop, nel 1987. Successivamente ha studiato alla scuola superiore femminile Myungil nel distretto di Gangdong a Seul, si è laureata alla facoltà d'arte all'università Kyonggi, ha conseguito un master presso la scuola di specializzazione in educazione dell'Università femminile Sookmyung e un dottorato di ricerca alla scuola di specializzazione in design tecnico dell'Università Kookmin.
Nel 2022 gli scritti accademici di Kim sono stati oggetto di esame per sospetto plagio. L'Università Kookmin ha dichiarato di non aver riscontrato alcuna condotta scorretta, suscitando una forte reazione da parte della comunità universitaria: un gruppo di sedici professori ha quindi pubblicato le proprie conclusioni sostenendo le accuse di plagio sia per il master all'Università femminile Sookmyung che per il dottorato presso la Kookmin. Nel dicembre 2024, una revisione interna preliminare della Sookmyung ha concluso che aveva plagiato la sua tesi e le ha concesso tempo fino alla fine di gennaio 2025 per contestare la decisione, a cui Kim non si è opposta. Il 24 giugno la Sookmyung ha quindi revocato il suo master. La Kookmin ha quindi dichiarato che avrebbe valutato se fare lo stesso con il suo dottorato di ricerca.

### Carriera professionale
Nel 2009 ha fondato Covana Contents, una società specializzata in mostre d'arte, diventandone amministratrice delegata e presidente. Attraverso di essa ha portato in Corea del Sud opere straniere che non erano mai entrate prima nel Paese, come quelle di Mark Rothko, Le Corbusier e Alberto Giacometti. Nel 2019 è stata accusata di aver ricevuto tangenti per ospitare una mostra.

### First lady della Corea del Sud
Nel 2012 Kim ha sposato Yoon Suk-yeol, che si è presentato come candidato durante la campagna elettorale in vista delle elezioni presidenziali del 2022. Il background di Kim è stato quindi oggetto di pubblico scrutinio e la donna ha ricevuto diverse accuse. Una di esse ha riguardato il suo curriculum, gonfiato inserendovi la Stern School of Business dell'Università di New York, un posto come direttrice alla Korea Association of Game Industry (K-Games) e un riconoscimento del Seoul International Cartoon & Animation Festival. Kim si è scusata pubblicamente durante una conferenza stampa e ha promesso che si sarebbe solo "concentrata sul ruolo di moglie di Yoon anche se Yoon fosse stato eletto". Il marito ha quindi incluso l'abolizione dell'ufficio della first lady dall'ufficio del Presidente nelle sue promesse elettorali. Un'altra accusa, mossa dal Partito Democratico, è stata quella di aver manipolato il prezzo delle azioni della concessionaria automobilistica Deutsch Motors insieme alla madre, guadagnando 2,3 miliardi di won; è stata scagionata nell'ottobre 2022, quando la procura ha scoperto che non era a conoscenza che il suo conto di trading finanziario fosse stato usato a quello scopo.

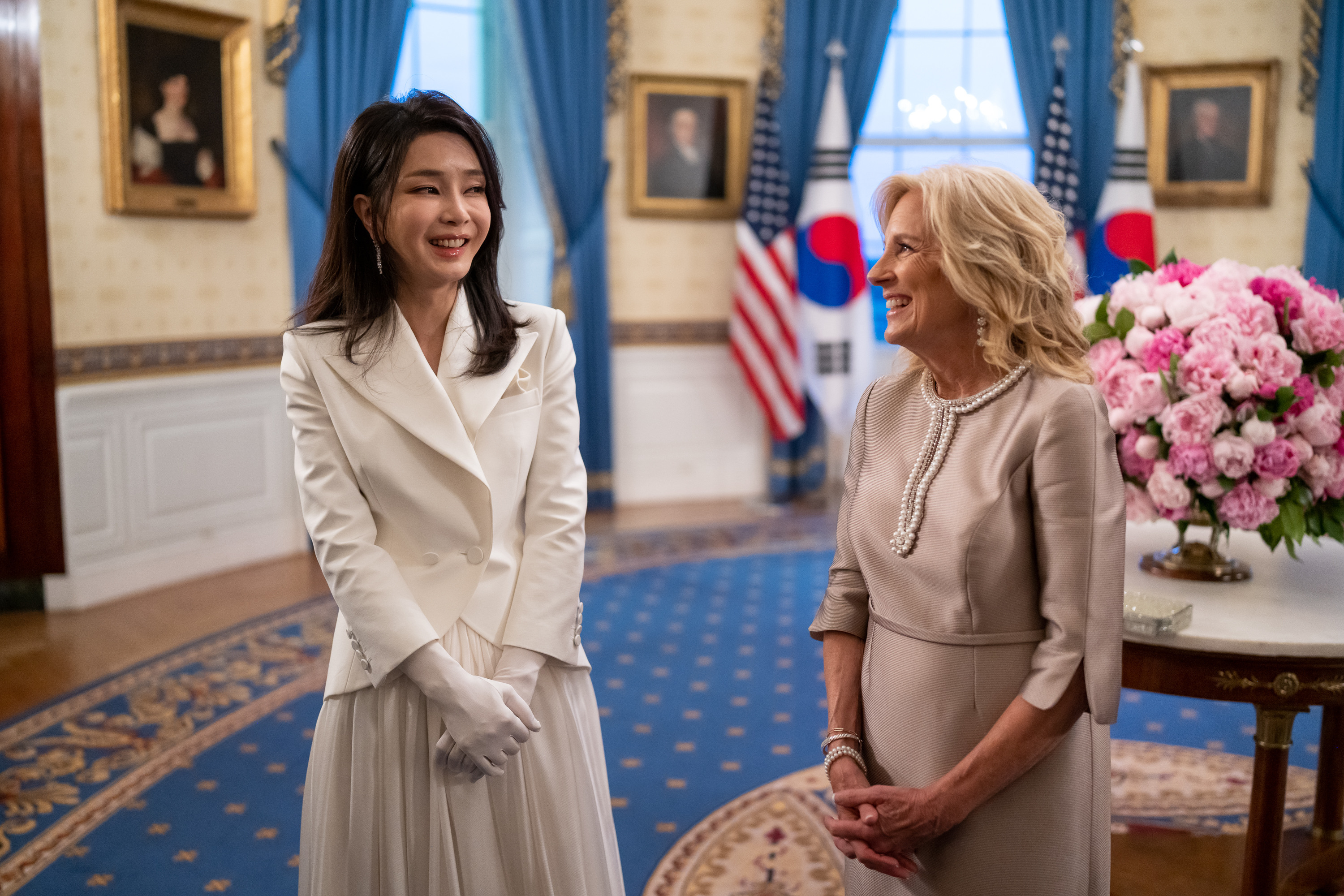
Kim insieme alla First lady statunitense Jill Biden durante una visita alla Casa Bianca nel 2023.

Il 10 marzo 2022, quando Yoon è stato eletto, Kim ha dichiarato di preferire il termine "coniuge del presidente" a "first lady". Poco dopo è stata accusata di aver violato le leggi anticorruzione accettando in regalo una borsa Christian Dior da 2.200 dollari, ma non è stata perseguita.
Il 17 febbraio 2025 è stata avviata un'indagine penale su di lei per un suo presunto coinvolgimento nella dichiarazione di legge marziale del 2024, con accuse di ingerenza elettorale. Il 20 marzo l'Assemblea nazionale ha approvato una legge per far sì che un procuratore speciale permanente indaghi su undici accuse mosse contro Kim: coinvolgimento nel caso di aggiotaggio delle azioni di Deutsch Motors, Sambu Construction e Woori Technology; accettazione di tangenti sotto forma di sponsorizzazione per le mostre di Covana Contents; ricezione di una borsa di lusso; coinvolgimento nel trasferimento dell'ufficio e della residenza presidenziale.

### Arresto e detenzione
Il 12 agosto 2025, la Corte distrettuale centrale di Seul ha emesso un mandato di arresto nei suoi confronti: Kim è stata quindi incarcerata per diverse accuse tra cui corruzione, frode azionaria e ingerenza nelle elezioni. La corte ha giustificato la decisione di arresto citando preoccupazioni che potesse distruggere o manomettere le prove. Kim è stata inviata in una cella di isolamento presso il centro di detenzione di Nambu a Seul.